# Stereophyllum mexicanum
Stereophyllum mexicanum là một loài rêu trong họ Stereophyllaceae. Loài này được R.S. Williams mô tả khoa học đầu tiên năm 1923.